# William Taylor (Politiker, 1788)
William Taylor (* 5. April 1788 in Alexandria, Virginia; † 17. Januar 1846 in Washington, D.C.) war ein US-amerikanischer Politiker. Zwischen 1843 und 1846 vertrat er den Bundesstaat Virginia im US-Repräsentantenhaus.

## Werdegang
William Taylor besuchte die öffentlichen Schulen seiner Heimat. Nach einem anschließenden Jurastudium und seiner Zulassung als Rechtsanwalt begann er in Staunton in diesem Beruf zu arbeiten. Im Jahr 1813 verlegte er seinen Wohnsitz und seine Kanzlei nach Lexington. Zwischen 1817 und 1843 war er Staatsanwalt im Rockbridge County und im Pocahontas County, das heute zu West Virginia gehört. Im Jahr 1821 zog er ins Abgeordnetenhaus von Virginia ein. Später wurde er Mitglied der 1828 von Andrew Jackson gegründeten Demokratischen Partei.
Bei den Kongresswahlen des Jahres 1842 wurde Taylor im elften Wahlbezirk von Virginia in das US-Repräsentantenhaus in Washington gewählt, wo er am 4. März 1843 die Nachfolge von John Botts antrat. Nach einer Wiederwahl konnte er bis zu seinem Tod am 17. Januar 1846 im Kongress verbleiben. In dieser Zeit war er Vorsitzender des Committee on Accounts. Seit 1845 wurde auch die Arbeit des Kongresses von den Ereignissen des Mexikanisch-Amerikanischen Krieges geprägt.